# Коломбо: Стивен Спилберг спешит на помощь
«Коломбо: Стивен Спилберг спешит на помощь» (англ. Columbo: Mind Over Mayhem) — шестая серия третьего сезона сериала «Коломбо» и двадцать третья во всём сериале. Впервые она вышла в эфир 10 февраля 1974 года, режиссёром выступил Альф Челлин. Помимо Питера Фалька в роли лейтенанта Коломбо, в эпизоде снимались Хосе Феррер, Джессика Уолтер и Роберт Уокер. Робот Робби, прославившийся благодаря фильму «Запретная планета», появляется в этом эпизоде в качестве своеобразного камео.

## Сюжет
Доктор Кэхилл, гениальный учёный и директор аналитического центра, финансируемого Пентагоном, жестоко убивает своего коллегу Говарда Николсона, дабы не допустить разоблачения его сына как плагиатора.

## В ролях
- Питер Фальк — лейтенант Коломбо[англ.]
- Хосе Феррер — доктор Маршалл Кэхилл[5]
- Джессика Уолтер — Маргарет Николсон
- Роберт Уокер-младший — Нил Кэхилл
- Лью Эйрс — профессор Говард Николсон[6]
- Ли Монтгомери — Стивен Спилберг, вундеркинд[7]
- Лу Вагнер — Росс, помощник доктора Кэхилла
- Артур Батанидес — Мёрф
- Берт Холлэнд — Уайтхед
- Дидри Холл — секретарша

## Восприятие
Дэвид Мартин Джонс в своей книге Columbo: Paying Attention 24/7 (глава «Коломбо против современности») отмечает, насколько в данной серии главный герой, полицейский «старой школы», действующий подчас не лучшими, но классическими методами (в частности, сознательно подставляет и арестовывает невиновного человека (сына убийцы), чтобы заставить его отца признаться), контрастирует с присутствующими в кадре технологиями настоящего и будущего в лице юного вундеркинда Стивена и его робота.
Исследователь Датского киноинститута Тобиас Линге Херлер в своей рецензии оценил эпизод на три балла из семи, посчитав его «не входящим в число самых удачных, отчасти из-за неуклюжих декораций, которые кажутся необычайно пластиковыми и нереальными», отчасти по причине практически полного отсутствия в серии свойственного сериалу в целом юмора и не самого лучшего сценария.
Сергей Кудрявцев, объясняя наличие в русскоязычном названии имени знаменитого режиссёра, пишет: «У Спилберга действительно была в 1971 году серия в данном цикле под названием „Убийство по книге“… Видимо, автор сценария Стивен Бочко, который написал и „Убийство по книге“, решил слегка подшутить над Стивеном Спилбергом, представив его практически под тем же именем в качестве одного из персонажей. А уж наши переводчики воспользовались выпавшим шансом привлечь дополнительное внимание зрителей к данной телеистории».